# Bom Jesus (kommun i Brasilien, Santa Catarina)
Bom Jesus är en kommun i Brasilien.   Den ligger i delstaten Santa Catarina, i den södra delen av landet, 1 300 km söder om huvudstaden Brasília. Antalet invånare är 2 526.
Omgivningarna runt Bom Jesus är en mosaik av jordbruksmark och naturlig växtlighet. Runt Bom Jesus är det ganska glesbefolkat, med 34 invånare per kvadratkilometer.